# ベーカー山
ベーカー山（ベーカーさん、Mount Baker）は、アメリカワシントン州のカスケード山脈にある火山である。ベリングハムという町の近くにあり、シアトルから車で2時間30分程の距離にある。雪が毎年、15m程降る。
安山岩の成層火山であり、 約6700年前に大きな噴火を起し、東側のベーカー川を堰き止めてベーカー湖をつくり出した。
1975-76年にかけて、南峰のシャーマンクレーターにマグマが上昇したが噴火はしなかった。1975年以来、同クレーターで蒸気の排出が増加している。
| - 北西から - 南南西から - 南東から見たベーカー山と氷河 - 山頂部 - シャーマンクレーター |